# Freelandgunj
Freelandgunj is een census town in het district Dahod van de Indiase staat Gujarat. 

## Demografie
Volgens de Indiase volkstelling van 2001 wonen er 16084 mensen in Freelandgunj, waarvan 52% mannelijk en 48% vrouwelijk is. De plaats heeft een alfabetiseringsgraad van 77%. 